# Ruby Soho (wrestlerka)
Dori Prange (ur. 9 stycznia 1991 w Edwardsburgu w Michigan) – amerykańska profesjonalna wrestlerka i menedżerka, obecnie występująca w federacji AEW pod pseudonimem ringowym Ruby Soho.
W przeszłości występowała pod pseudonimem ringowym Heidi Lovelace w federacjach niezależnych takich jak Shimmer Women Athletes, Shine Wrestling, Ohio Valley Wrestling (OVW) i World Wonder Ring Stardom.

## Kariera profesjonalnej wrestlerki

### Federacje niezależne (2010–2017)
W 2012 Prange rozpoczęła treningi z Billy Roc w jej szkole School of Roc. Lovelace zadebiutowała w federacji JCW podczas gali Arena Chicks at the Gathering!, gdzie pokonała C.J. Lane. Zadebiutowała dla promocji Shimmer podczas gali Volume 51, gdzie z December przegrały z Pink Flash Kirą i Sweet Cherrie w tag-team matchu.

#### Ohio Valley Wrestling (2012–2013)
16 maja 2012 Prange otrzymała szansę wystąpienia w Ohio Valley Wrestling przeciwko Taeler Hendrix, lecz przegrała walkę. Zadebiutowała w promocji występując jako Heidi Lovelace podczas tygodniówki OVW z 23 maja, gdzie przegrała z C.J. Lane. Dwa tygodnie później przegrała z Epiphany w Dark matchu. 1 września podczas gali Saturday Night Special pokonała Hendrix w no disqualification matchu, uzyskując miano pretendentki do jej tytułu. Lovelace pokonała mistrzynię OVW Women’s Championship o dwa tygodnie później podczas gali typu house show. Po zdobyciu pasa rozpoczęła pasmo zwycięstw pokonując między innymi Jessie Belle Smoothers, Epiphany i Scarlett Bordeaux. 6 października przegrała z Josette Bynum, co znaczyło przyszłą obronę mistrzowską z Bynum. Mimo to Lovelace pokonała ją oraz Taeler Hendrix miesiąc później w three-way matchu. 14 listopada podczas tygodniówki OVW Lovelace straciła tytuł na rzecz Taryn Terrell, gdzie sędzia specjalna Taeler Hendrix spowodowała jej porażkę. 8 grudnia przegrała z Jessie Belle Smothers o miano pretendentki do tytułu. Od stycznia 2013 Taeler Hendrix otrzymywała prezenty od nieznanej osoby myśląc, że są one od Dylana Bostica lub Ryana Howe’a. Rozstrzygnięciem scenariusza było to, że Heidi ogłosiła, iż to ona przysyłała prezenty, gdyż troszczyła się o nią. 31 maja Lovelace skonfrontowała się z Triną i chciała zawalczyć z nią o pas kobiet, co doprowadziło do walki dzień później, którą wygrała mistrzyni.

#### Shine Wrestling (2012–2014)
17 sierpnia 2012 zostało ogłoszone, że Prange zadebiutuje w Shine Wrestling podczas gali Shine 2 jako Heidi Lovelace. Podczas gali zawalczyła z Sojournor Bolt i Taeler Hendrix w three-way matchu, który wygrała Bolt. 16 listopada na gali Shine 5 przegrała z Sassy Stephie w singlowej walce, zaś 22 lutego 2013 na gali Shine 7 poniosła porażkę z Brittney Savage. 24 maja Lovelace, Luscious Latasha i Solo Darling podjęły Sojournor Bolt, Sassy Stephie i Jessie Belle w six-woman tag team matchu, jednakże jej drużyna przegrała. Pasmo przegranych było kontynuowane na gali Shine 15, gdzie przegrała z Mercedes Martinez.
Po gali Shine 15 przyłączyła się do frakcji „All Star Squad” (ASS) prowadzonej przed Daffney. Wraz z Solo Darling pokonały S-N-S Express (Sassy Stephie i Jessie Belle Smothers) podczas gali Shine 16 z 24 stycznia 2014.

#### Chikara (2013–2016)

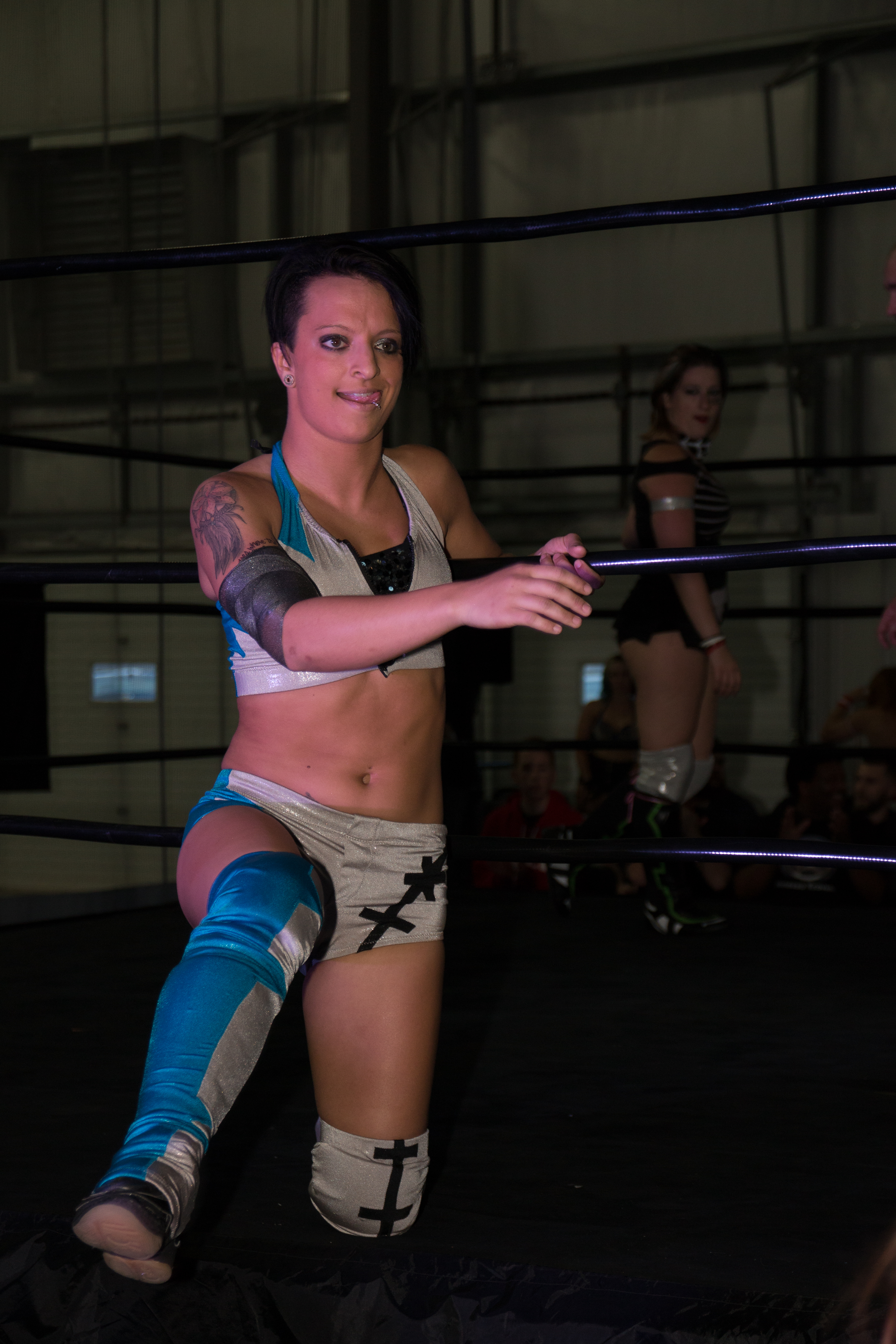
Lovelace podczas gali typu house show we wrześniu 2014

18 maja 2013 Lovelace zadebiutowała dla federacji Chikara, kiedy to ona i Saturyne wzięły udział w 2013 Tag World Grand Prix. Zostały wyeliminowane w pierwszej rundzie przez Arik Cannon i Darin Corbin. 6 grudnia 2014 podczas pre-show gali Tomorrow Never Dies pokonała Missile Assault Ant w finale turnieju o puchar Chikara Young Lions Cup. Broniła pucharu kilkukrotnie w 2015 i była niepokonana do końca roku, dopóki nie wyłoniono kolejnego zwycięzcy turnieju o nowy puchar w przyszłym roku. Heidi ostatecznie „przeszła na emeryturę” jako niepokonana posiadaczka poprzedniego pucharu.
W 2015 Heidi wzięła udział w turnieju „Challenge of the Immortals”. Została przypisana do drużyny Dashera Hatfielda, do której należał również „Mr. Touchdown” Mark Angelosetti i posiadacz Chikara Grand Championship Icarus. Drużyna zdobyła wystarczająco dużo punktów, by przejść do kolejnej fazy turnieju, lecz ostatecznie zrezygnowali z udziału kiedy okazało się, że Angelosetti oszukiwał. Prócz tego Dasher i Heidi wzięli udział w 16-osobowym turnieju „Tourneo Cibernetico”. 19 marca 2016 otrzymała szansę na walkę o Chikara Grand Championship z Princess Kimber Lee, lecz przegrała pojedynek poddając się po założeniu na niej dźwigni. Po walce otrzymały od publiki owację na stojąco.

#### Beyond Wrestling (2014–2015)
Lovelace pojawiła się po raz pierwszy na rzecz Beyond Wrestling podczas gali St. Louis Sleeper Cell z 9 lutego 2014. Po przegranej z Brianem Furym podczas gali When Satan Rules His World z 26 kwietnia 2015, Heidi stała się antagonistką, kiedy to 31 maja podczas gali Beyond Wrestling The Real Thing zaatakowała Kimber Lee; swój atak wytłumaczyła faworyzowaniem Kimber Lee przez właścicieli federacji.

#### World Wonder Ring Stardom (2015)
11 stycznia 2015 Lovelace zadebiutowała w japońskiej federacji World Wonder Ring Stardom, gdzie w pierwszej walce wraz z Act Yasukawą przegrały z Hudson Envy i Kris Wolf. Tydzień później Lovelace, Yasukawa i Dragonita zostały zmuszone do dołączenia do złowrogiej grupy Monter-gun z powodu przegranej z Envy, Wolf i liderką Kyoko Kimurą w six-woman tag team matchu. Po przyłączeniu się do grupy zmieniono jej nazwę z Monster-gun na Oedo Tai. 8 lutego Lovelace wraz z Dragonitą i Envy przegrały z Heisei-gun (Io Shirai, Mayu Iwatani i Takumi Irohą) o Artist of Stardom Championship.

### WWE

#### NXT (2017)
4 stycznia 2017 zostało ogłoszone, że Pragne podpisała kontrakt z WWE i rozpocznie dalsze treningi w WWE Performance Center. Zadebiutowała w rozwojowym brandzie NXT podczas gali typu house show z 13 stycznia, gdzie przegrała z Darią Berenato. 22 marca podczas odcinka tygodniówki NXT zadebiutowała w telewizji pod pseudonimem ringowym Ruby Riot i wspólnie z Tyem Dillingerem, No Way Josem i Roderickiem Strongiem zaatakowała Nikki Cross i resztę grupy Sanity. Doprowadziło to do ośmioosobowej walki podczas gali NXT TakeOver: Orlando z 1 kwietnia, gdzie drużyna Riot przegrała. W swojej pierwszej singlowej walce emitowanej 12 kwietnia w programie NXT pokonała Kimberly Frankele. Tydzień później wywiązała się bijatyka pomiędzy nią i Cross, po czym generalny menedżer William Regal ogłosił walką pomiędzy nimi. 3 maja podczas odcinka tygodniówki NXT Riot wzięła udział w battle royalu o miano pretendentki do tytułu NXT Women’s Championship należącego do Asuki, lecz pod koniec walki Asuka zaatakowała ją, Cross i Ember Moon. Ogłoszono czteroosobową walkę o mistrzostwo na gali NXT TakeOver: Chicago, lecz z powodu kontuzji Moon zawalczyły tylko trzy uczestniczki; walkę wygrała Asuka, która przypięła Riot i Cross. Riot zawalczyła w ostatniej walce w brandzie NXT podczas odcinka NXT z 18 października, gdzie przegrała w triple threat matchu o miano pretendentki do tytułu kobiet z Ember Moon.

#### SmackDown (od 2017)
Riot zadebiutowała w brandzie SmackDown u boku Sarah Logan i Liv Morgan podczas tygodniówki SmackDown Live z 21 listopada. Zaatakowały wspólnie Naomi, Becky Lynch, a także w późniejszej części gali Natalyę i posiadaczkę WWE SmackDown Women’s Championship Charlotte Flair, wskutek czego trio stało się antagonistkami. Tydzień później Riott (której do nazwiska dodano literę „t”), Logan i Morgan, znane już jako The Riott Squad, pokonały Flair, Naomi i Natalyę w six-woman tag team matchu.

## Styl walki
- Finishery
  - Jako Heidi Lovelace
    - Frog splash[28]
    - Heidi-Can-Rana[6] (Hurricanrana driver)
    - Heidi Ho (Tornado DDT przeistaczany w snap suplex)[3]
    - Shining wizard[3]

  - Jako Ruby Riot
    -  We Riot (Diving senton)[29]
    - Riot Kick (Wind-up overhead kick)[30][31][32]
- Inne ruchy
  - Deadly Night Shade (zmodyfikowany headscissors driver w narożnik ringu)
  - Diving double knee drop[6]
  - Ruby-Can-Rana (Diving hurricanrana)[24][33]
  - Enzuigiri, zazwyczaj z dodaniem superkicku[3]
  - Knife-edged chop
  - The Love Lock[6] (Body scissors przeistaczane w chwyt Fujiwara armbar)
  - Saito suplex
  - Springboard corkscrew arm drag
  - STO
- Osoby menedżerowane
  - Taryn Terrell
- Przydomki
  - „Punk Rock Ragdoll”[1]
- Motywy muzyczne
  - „Black Sheep” ~ Metric[34]
  - „The Road Ahead” ~ Kenny Wootton i Harley Wootton[35]
  - „We Riot” ~ CFO$[36] (NXT / WWE; od 1 kwietnia 2017)[37]

## Mistrzostwa i osiągnięcia
- Absolute Intense Wrestling
  - AIW Women’s Championship (1 raz)[38]
- All American Wrestling

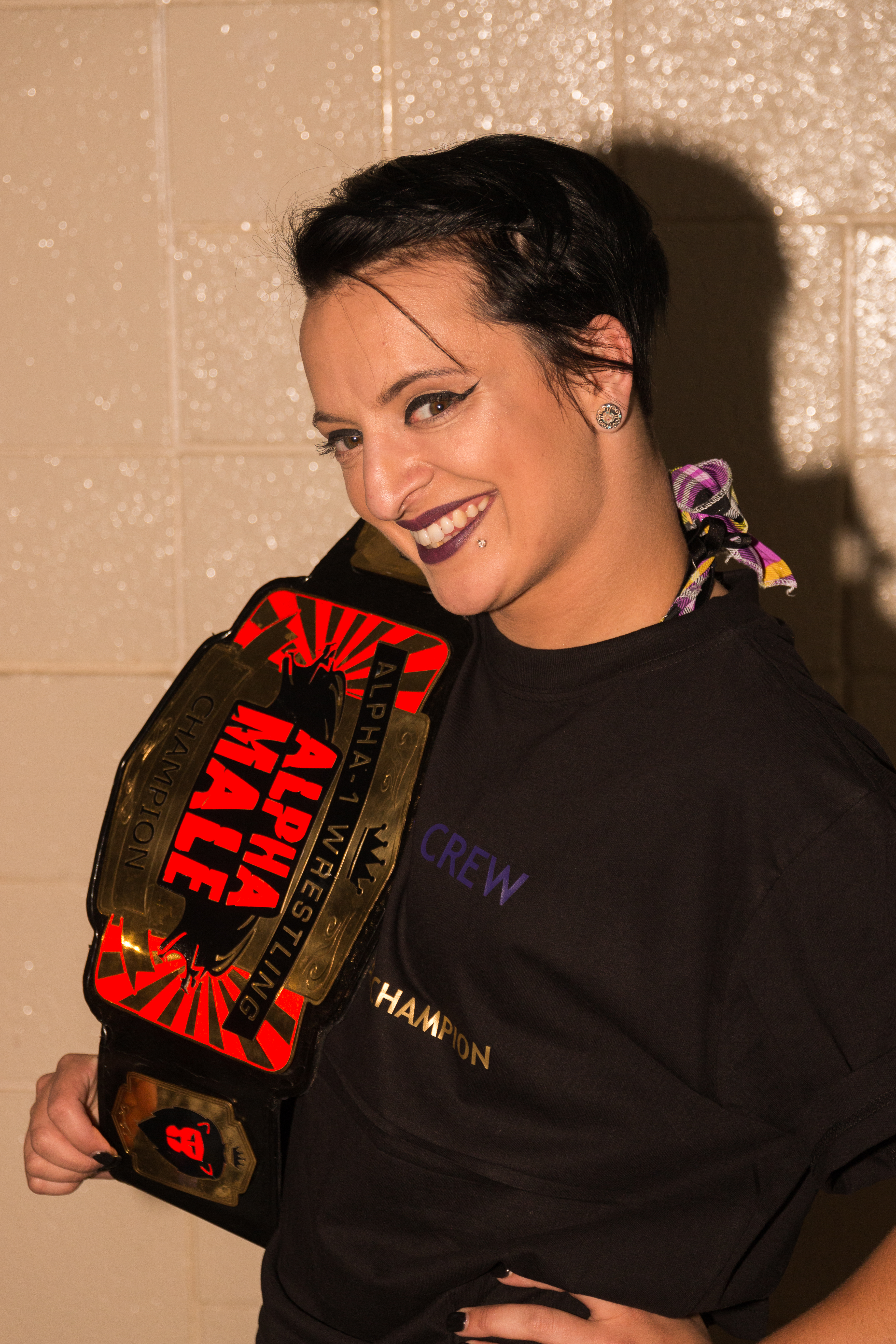
Lovelace pozująca z tytułem A1 Alpha Male Championship

  - AAW Heritage Championship (1 raz)[39]
- Alpha-1 Wrestling 
  - A1 Alpha Male Championship (1 raz)[40]
- Channel Islands World Wrestling 
  - World Heavyweight Championship (1 raz)[41]
- Chikara
  - Young Lions Cup XI (1 raz)[13]
- Ohio Valley Wrestling
  - OVW Women’s Championship (1 raz)
- Pro Wrestling Illustrated
  - PWI umieściło ją na 20. miejscu w top 50 wrestlerech rankingu PWI Female 50 w 2016[42]
- Revolution Championship Wrestling
  - RCW Heavyweight Championship (1 raz)[43]
- Shimmer Women Athletes
  - Shimmer Tag Team Championship (1 raz) – z Evie[44]